# Estats Malais no Federats

Mapa 1922. Els estats no federats en blau

Els Estats Malais no Federats o Estats Malais Protegits fou una denominació convencional per designar conjuntament a aquells estats de la península Malaia que no formaven part dels Estats Malais Federats tot i que com aquestos estaven sota protectorat britànic.
Siam dominava des del 1791 els estats d'Ulu Perak (Perak va quedar dividit en la partició que es va fer aquest any i la resta va quedar en zona d'influència britànica), Kelantan i Trenganu. El 1821 va ocupar Kedah i després d'uns anys de lluita amb el sultà local, aquest fou restaurat com a tributari però Perlis va quedar constituït en sultanat separat directament vassall de la corona siamesa (1842). Al sud de tots aquestos estats quedava Johore que el 1853 es va fraccionar quan se'n va separar Pahang. Els britànics van establir el protectorat sobre alguns estats estats com Perak (1874), Selangor (1874), Sungei Ujong (1874), Jelebu (1885/1886), Rembau (1887) i el 1888 Pahang gairebé al mateix temps que Sri Menanti i altres petits estats que formaven Negeri Sembilan. Sungei Ujong, Jelebu i Rembau foren reunits a Negeri Sembilan el 1895, i el 1896 aquest estat i els de Perak, Pahang i Selangor es van unir per formar els Estats Malais Federats. Johore, on els sultans eren descendents dels de Malaca, tot i haver acceptat el protectorat el 1885 va restar al marge de la federació i fou de fet el primer estat malai no federat tot i que el 1896 encara no se li va donar aquest nom.
El 9 de juliol de 1909 una modificació de fronteres va deixar dins la zona d'influència britànica quatre estats malais que abans pertanyien a Siam: Perlis, Kedah, Kelantan i Trengganu que van ser anomenats conjuntament Estats Malais Protegits o Estats Malais no Federats, si bé no tenien cap tipus d'administració en comú. El 1914 Johore fou considerat dins d'aquest grup. Aquesta situació va durar fins al desembre de 1941 quan els estats federats (excepte Johore) foren ocupats pels japonesos. Johore ho fou a finals de gener de 1942. El 20 d'agost de 1943 els quatre primers estats eren retornats a Siam.
El 8 de setembre de 1945 amb la rendició japonesa, Siam va perdre els quatre estats que foren recuperats pels britànics i posats altre cop sota protectorat igual que pel seu costat ho fou Johore. Els quatre estats i Johore es van unir amb els Estats Malais Federats l'1 d'abril de 1946 per formar la Unió Malaia.